# Bloodiella
Bloodiella is een geslacht van vliesvleugeligen uit de familie Trichogrammatidae. De wetenschappelijke naam van dit geslacht is voor het eerst geldig gepubliceerd in 1935 door Maksymilian Nowicki.

## Soorten
Het geslacht Bloodiella omvat de volgende soorten:
- Bloodiella andalusica Nowicki, 1935
- Bloodiella carbonelli De Santis, 1970
- Bloodiella gynandrophthalmae (Risbec, 1951)